# Société des amis du peuple
Die Société des amis du peuple (Gesellschaft der Volksfreunde) war eine republikanische Vereinigung, die während der Julirevolution von 1830 (Les Trois Glorieuses) gegründet wurde, einer Revolution, die zur Entstehung der Julimonarchie führte.
Ziel des politischen Clubs war die Umwandlung des französischen Königreiches in eine Republik mit gleichem Wahlrecht für alle Bürger, wobei mit einem bevorstehenden Einmarsch zaristischer Truppen in Westeuropa gerechnet wurde.
Das Manifest, mit dem die Société des amis du peuple gegründet wurde, wurde im Oktober 1830 veröffentlicht. Es erwähnt ein erstes Treffen von Republikanern am 30. Juli 1830, das als Reaktion auf die Proklamation des Herzogs von Orléans beschlossen wurde. In den ersten Augusttagen 1830 versuchte die Gesellschaft erfolglos, die Thronbesteigung von Louis-Philippe zu verhindern.
Einzelne Vertreter, wie Auguste Blanqui (1805–1881), erweiterten das republikanische durch ein sozialrevolutionäres Programm, wobei dieser in seiner berühmt gewordenen Verteidigungsrede vor dem Schwurgericht vom 12. Januar 1832 erklärte, die bestehende Gesellschaftsform sei „der Krieg zwischen den Reichen und den Armen“ („la guerre entre les riches et les pauvres“) und eine Revolution bedeute nur, dass das Volk, also die „Armen“, in diesem Krieg legitimen Widerstand leiste.
Da der Innenminister François Guizot die Gesellschaft beschuldigte, für die Unruhen verantwortlich zu sein, wurde sie am 2. Oktober 1830 auf der Grundlage von Artikel 291 des Code pénal aufgelöst. Sie verschwand jedoch nicht.
Bis Juni 1832 nahm die Gesellschaft zu zahlreichen politischen Ereignissen Stellung. Im April 1831 wurden 19 Republikaner während der Unruhen im Dezember 1830 der Verschwörung angeklagt, von denen etwa zehn Mitglieder der Gesellschaft waren.
Die Gesellschaft zerfiel nach und nach und neue Vereinigungen übernehmen ihre Aufgaben, darunter die Société des droits de l'homme (Gesellschaft für Menschenrechte).
Zu namhaften Mitglieder der Gesellschaft zählten Étienne Arago, Auguste Blanqui, Henry Bonnias, Évariste Galois, François-Vincent Raspail, Godefroi Cavaignac, Antony Thouret und Philippe Buchez.
Sektionen der Gesellschaft existierten auch in Straßburg, dem Aufenthaltsort des nach Veröffentlichung des Hessischen Landboten dorthin geflüchteten Georg Büchner. Dass dieser wahrscheinlich von Blanquis Ansichten beeinflusst war, zeigen einzelne briefliche Äußerungen gegenüber seinen Eltern, so schrieb er im Brief vom 5. April 1833: „Wenn in unserer Zeit etwas helfen soll, so ist es Gewalt.“ Und im Juni 1833 berichtete er von seiner neuerdings gewonnenen Einsicht, „daß nur das nothwendige Bedürfniß der großen Masse Umänderungen herbeiführen kann“.
Das comité der Gesellschaft der Volksfreunde in Straßburg solidarisierte sich mit dem patriotischen Bundesvereine Deutschlands in Hambach:

„Comptez en toute occasion sur leur concours et leur sympathie. Ils sont prêts à défendre, comme vous et avec vous, au prix de leur sang et de leur vie, les intérêts de tous, les intérêts de la liberté. / dt. Rechnet bei jeder Gelegenheit auf ihren Beistand und ihre Sympathie. Auch sie sind bereit, gleich Euch und mit Euch, mit Blut und Leben das Interesse Aller, das Interesse der Freiheit zu befördern und zu wahren.“